# Microdon
Microdon é um género botânico pertencente à família Scrophulariaceae.
1. ↑  «Microdon — World Flora Online». www.worldfloraonline.org. Consultado em 19 de agosto de 2020